# 暗闇の中の猫
『暗闇の中の猫』（くらやみのなかのねこ）は、横溝正史の短編推理小説。「金田一耕助シリーズ」の一つ。

## 概要
本作は、金田一耕助と等々力警部が初めて顔を合わせたことで知られている。角川文庫『華やかな野獣』、春陽文庫『悪魔の百唇譜』に収録されている。
1947年発表の短編『双生児は踊る』を改稿した作品であり、『双生児は踊る』の章題でもある『暗闇の中にひそむ猫』の題で1956年に発表され、後に現在の題へと改められた。
なお、この作品は「筆者」が「東京に腰を落ち着けてから最初に取り扱った事件」を尋ねたのに答える形で語られているが、本作の事件が話題になった時点では「最初の事件」という限定は外れていて、単に『悪魔が来りて笛を吹く』以前の事件のひとつとして挙げたに過ぎないとも読み取れる文脈である。実際、明らかに東京での事件である『黒蘭姫』は本作よりも時系列的に先行すると考えられる。また、本事件と同時期と考えられる『黒猫亭事件』も、金田一から「筆者」への手紙で「東京へかえって来て最初にぶつかった事件」とされている。

## あらすじ
1946年（昭和21年）11月に起きた、銀行強盗事件。2人組の犯人は、東銀座にある工事中のキャバレー・ランターンへ逃げ込んだが、踏み込んだ警官が見たのは、ピストルで撃たれて倒れている犯人の姿。そして強奪された70万円は、どこにも見つからなかった。犯人のうち1人は死亡、もう1人の佐伯誠也は一命を取りとめたものの、事件以前の記憶を失くしていた。しかし何かしらの印象が残っているらしく、彼は時々こんな言葉を口走るのだった。「暗闇の中に何かいる。 …ネコだ！ ネコだ！」
警察は当初、彼らが仲間割れを起こして互いに撃ち合い相打ちになったのだと考えていたが、ランターンには盗まれたはずの現金が見つからず、事件から数日後ランターンに侵入し逃走した者がいることから、事件の際その場にはもう1人何者かが存在しており、強奪された70万円は今でもランターンのどこかに隠されているのではないかと推測された。
1947年（昭和22年）3月、警察は、平癒した佐伯を現場に連れて行けば何かを思い出すかも知れないと考えランターンに連れてきた。ランターンは、どこかに70万円が隠されているという噂を聞いて、それを見つけようとする客たちで賑わっていた。佐伯が店内に設けられた噴水の周りを歩いていると、突然店内が停電し、佐伯が「暗闇の中に何かいる。おお。ネコだ！ ネコだ！」と叫んだ瞬間、何者かに射殺されてしまった。
大事な証人を目の前で殺されてしまった等々力警部は怒り心頭に発し、店内の従業員・客の一同を徹底的に身体検査をするが、怪しいものを所持している者はいなかった。頭を悩ませる等々力警部に、ランターンの入り口脇に店を出している大道易者の天運堂が「犯人はネコのように暗闇の中でも目が見えるに違いない」、そして「犯人はまだこのキャバレーの中にいる」と助言する。

## 主な登場人物
金田一耕助
私立探偵。
等々力大志
警視庁警部。
新井
警視庁刑事。
木下
警視庁刑事。
寺田甚蔵
キャバレー・ランターンのマスター。
伊藤雪枝
キャバレー・ランターンのマダム。
江口緋紗子
キャバレー・ランターンのジャズシンガー。
鎌田梧郎
キャバレー・ランターンの用心棒。
天運堂
キャバレー・ランターンの前で営業している大道易者。
日置重介
襲撃された銀行の支店長。
佐伯誠也
銀行強盗の1人。襲撃された銀行の行員。犯行後記憶喪失になる。
高柳信吉
銀行強盗の1人。襲撃された銀行の元行員。犯行後キャバレー・ランターンで死亡。

## 原型作品
原型作品である『双生児は踊る』は『漫画と読み物』1947年3月号 - 6月号に連載され、角川文庫『ペルシャ猫を抱く女』ISBN 4-04-130454-7 にも収録されている。
金田一は登場しないが等々力警部は登場し、改稿後作品とほぼ同じ役割を担っている。探偵役は双子のタップダンサー・ダンシングトゥイン（星野夏彦、星野冬彦）で、『双生児は囁く』にも登場することからシリーズ化を意図していたとも考えられるが、この2作品以外には登場しなかった。
佐伯殺害時に夏彦と冬彦は舞台上で踊っていた。改稿後作品でも佐伯殺害時にタップダンスが演じられているが、このダンサーはそれ以上の役割を負っていない。
改稿後作品では大道易者・天運堂は金田一が変装した偽者（本物は新橋裏で営業していて登場しない）であり、事件直後に等々力に問題点を指摘し、最後には「暗闇の中で目が見える」トリックを解明するが、原型作品ではこの役割は夏彦と冬彦が負っている。天運堂は犯人が変装した偽者で、本物は足留めのため地下で酒をあてがわれたうえ絞殺された。
改稿後作品では犯人はマダム・雪枝で義眼のことを知っている寺田をカクテルグラスを利用して毒殺しようとして自分が死ぬが、原型作品ではマダムは天運堂が2人いることに気付いたため地下で扼殺される。犯人・寺田は派手な逃走劇を演じた末に逮捕される。